# Owen Wells
Owen Wells (Providence, Rhode Island, 9 de diciembre de 1950 - 27 de abril de 1993) fue un jugador y entrenador de baloncesto estadounidense. Aunque llegó a disputar una temporada con los Houston Rockets de la NBA, se destacó posteriormente como jugador profesional en Países Bajos, Italia y Australia. Con 2,01 metros de estatura, lo hacía en la posición de alero.

## Trayectoria deportiva

### Universidad
Wells asistió a la Universidad de Detroit Mercy, donde jugó tres temporadas con los Titans. Terminó su última temporada allí como el máximo anotador del equipo, promediando 20,6 puntos por partido.

### Profesional
Fue elegido en la septuagésimo séptima posición del Draft de la NBA de 1974 por Houston Rockets, con los que jugó una temporada, en la que promedió 3,0 puntos y 1,1 rebotes por partido.
Al año siguiente marchó a jugar a la liga neerlandesa, donde permaneció tres años. 
Fichó en 1978 por la Virtus Bolonia de la liga italiana, donde jugó una temporada, en la que promedió 13,9 puntos y 5,1 rebotes por partido, proclamándose campeón del torneo local.
Tras un año de regreso en los Países Bajos, se marchó a Australia. En la NBL jugó primero para los Newcastle Falcons y luego para los Sydney Supersonics. En ese equipo asumiría el rol de jugador-entrenador, siendo en 1983 elegido mejor jugador de la liga, tras promediar 24,3 puntos y 6,8 rebotes por partido. Dejó las canchas en Australia para concentrarse en su función de entrenador, pero en los veranos de 1984 y 1985 regresó a los Estados Unidos para actuar brevemente con equipos locales en ligas menores como la CBA y la USBL.
Falleció en 1993, a los 42 años de edad, tras las complicaciones surgidas después de un ataque al corazón.

## Estadísticas de su carrera en la NBA

### Temporada regular
| Temporada | Edad | Equipo          | Liga | Pos. | P  | TIT | MIN | TC  | TCA | %TC  | 3P | 3PA | %3P | 2P  | 2PA | %2P  | TL  | TLA | %TL  | R.OF. | R.DEF. | REB | ASIS | ROB | TAP | PER | FP  | PTS |
| 1974-75   | 24   | Houston Rockets | NBA  | SF   | 33 |     | 6.5 | 1.3 | 3.0 | .420 |    |     |     | 1.3 | 3.0 | .420 | 0.5 | 0.7 | .682 | 0.4   | 0.7    | 1.1 | 0.7  | 0.3 | 0.1 |     | 1.2 | 3.0 |
| Total     |      |                 | NBA  |      | 33 |     | 6.5 | 1.3 | 3.0 | .420 |    |     |     | 1.3 | 3.0 | .420 | 0.5 | 0.7 | .682 | 0.4   | 0.7    | 1.1 | 0.7  | 0.3 | 0.1 |     | 1.2 | 3.0 |